# ستيوارت تاونسند
ستيوارت تاونسند (بالإنجليزية: Stuart Townsend)‏ هو منتج أفلام وكاتب سيناريو ومخرج وممثل أيرلندي، ولد في 15 ديسمبر 1972 في جمهورية أيرلندا. بدأ مشواره المهني سنة 1993.

## أعمال

### أفلام
- (2000) عن آدم[5][6]
- (2002) المحاصرون[7][8]
- (2003) تحالف الخارقين[9]
- (2005) الدجاجة الآلية
- (2005) إيون فلوكس[10]
- (2007) نظرية الفوضى

### مسلسلات
- الدجاجة الآلية

## وصلات خارجية
- ستيوارت تاونسند على موقع IMDb (الإنجليزية)
- ستيوارت تاونسند على موقع ألو سيني (الفرنسية)
- ستيوارت تاونسند على موقع أول موفي (الإنجليزية)
- ستيوارت تاونسند على موقع قاعدة بيانات الأفلام السويدية (السويدية)
- ستيوارت تاونسند على موقع إن إن دي بي (الإنجليزية)
- ستيوارت تاونسند على موقع قاعدة بيانات الفيلم (الإنجليزية)
- ستيوارت تاونسند على موقع كينوبويسك (الروسية)